# Bezpecine, Bahmaci
Bezpecine (în ucraineană Безпечне) este un sat în comuna Fastivți din raionul Bahmaci, regiunea Cernihiv, Ucraina.

## Demografie
Componența lingvistică a localității Bezpecine
     Ucraineană (97,8%)
     Rusă (1,1%)
     Belarusă (1,1%)
Conform recensământului din 2001, majoritatea populației localității Bezpecine era vorbitoare de ucraineană (97,8%), existând în minoritate și vorbitori de rusă (1,1%) și belarusă (1,1%).